# 林鳳儀 (嘉靖舉人)
林鳳儀（16世紀—16世紀），字九成，福建福州府懷安縣人，明朝政治人物。

## 生平
嘉靖三十一年（1552年），林鳳儀中式福建鄉試舉人。嘉靖三十四年（1555年）銓選，授河源縣教諭。嘉靖四十一年（1562年），中會試副榜，轉任浙江太平縣教諭，文章氣勢磅礴，以振興當地文風之功，陞任廣東瀧水縣知縣。
林鳳儀與閩縣的邵傅、福清的王廷欽都擅長詩文，和林世璧齊名。妻子馬氏是瓊州人，為林鳳儀在廣東任職期間所娶，十六歲時一同回福建，他病重時馬氏不停哭泣，說：「妾侍知道你的意思，倘若妾先行，都會想辦法殮葬你。」於是賣去首飾作為治喪費用，先一日在他面前哭拜，說：「請先君行，九泉有知定能相依。」之後自盡，年二十四歲。

## 引用
1. 1 2  乾隆《福州府志·卷六十·人物十二》：時懷安林鳳儀，字九成，嘉靖壬子舉人，官陵水【瀧水】令；閩縣邵傅，字夢弼，福清王廷欽，字宗堯，俱以貢任廣文，皆豪於文，能詩，與（林）世璧齊名。萬歷《府志》
2. ↑  康熙《河源縣志·卷四·秩官》：儒學敎諭訓導……明……林鳳儀 侯官人，嘉靖三十四年任教諭。
3. ↑  嘉慶《【浙江】太平縣志·卷九·職官志》：教諭……林鳳儀，號間洲，福建侯官舉人，嘉靖四十一年以會試乙榜至，文章奇偉，於諸生有振起功，陞廣東陵水【瀧水】知縣。
4. ↑  乾隆《福州府志·卷六十五·列女一》：馬氏，林鳳儀妻。氏瓊州人，鳳儀客粵，娶之，年十六攜歸閩。鳳儀病篤，屢目氏涕下，氏曰：「妾知君意久，倘欲妾先行，但謀所以殮君者。」於是出簪珥，為治喪費，先一日哭拜夫前，曰：「請先君行，九原有知，當以相俟。」遂自盡，時年二十四。